# Madeleine Rosay
Madeleine Rosay née Magdalena Rosenzveig, née le 12 octobre 1924 et morte le 28 juillet 1996, est une danseuse de ballet et présentatrice de télévision brésilienne.

## Biographie
Elle naît à Rio de Janeiro en 1923 de parents juifs polonais, David Rosenzveig et Jeannette Kohn. Elle apprend à danser à l'âge de sept ans avec Maria Olinewa. En l'espace de quatre ans, elle devient danseuse salariée de l'Académie de ballet du Théâtre municipal de Rio de Janeiro contre l'avis initial de ses parents. Elle est danseuse étoile à l'âge de quinze ans.

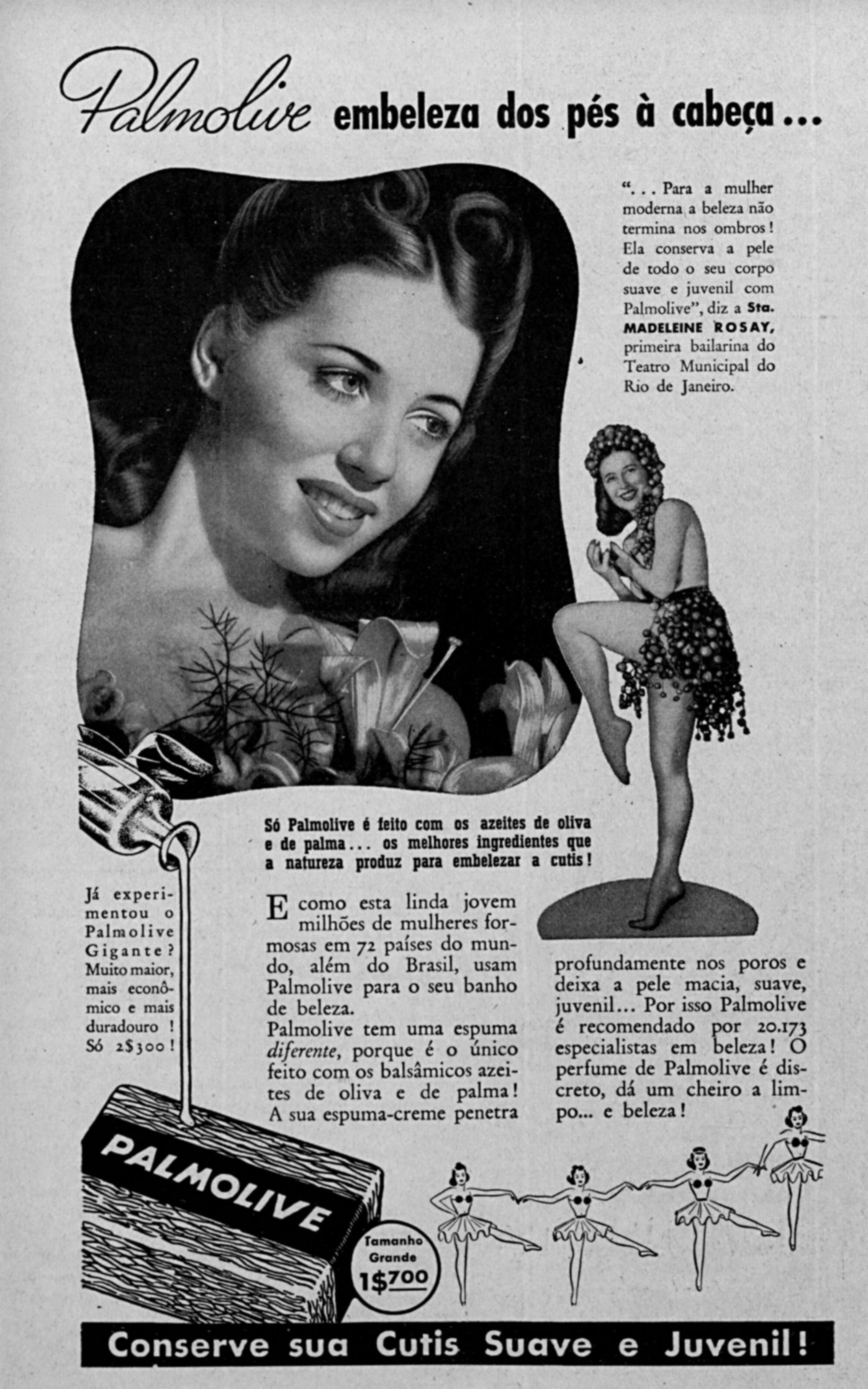
Annonce pour un savon de 1942.

Elle enseigne ensuite au Theâtre Municipal, parmi ses élèves on compte la chanteuse Sylvia Telles. En 1942, elle apparaît dans une publicité pour le savon Palmolive.
En 1947, elle se marie et son époux s'oppose à ce qu'elle danse, elle entame alors une carrière à la télévision. Elle héberge une version de What's My Line? qui s'appelle Guess what it does, diffusée au Brésil en 1953. Elle est ensuite la présentatrice de l'émission Break the Bank.

## Filmographie
- Bonequinha de Seda (1936)[5]
- Querida Suzana (1947)[5]
- Vamos avec Calma (1956)